# イブニング6 (とちぎテレビ)
イブニング6（－シックス）はとちぎテレビで2002年4月1日から2016年4月1日まで平日夕方放送された地域情報番組・報道番組である。

## 概要
放送開始当初は18:00 - 18:30の30分番組であった。2006年4月3日より放送時間を25分拡大し、55分番組となった。また、同時に飯島誠、石川由香里の2人を加えリニューアルをおこなった。番組OPも同時に変更されている。2010年4月5日より番組リニューアルに合わせて更に5分拡大され、60分番組となる。これに合わせて栃木県からのお知らせ番組「とちぎかわら版」が番組内に取り込まれた。

## 出演者

### 番組終了時の出演者
メインキャスター
月〜火 飯島誠（2006年4月 - 2010年3月まで月・火、2010年4月 - 2013年3月まで木・金を担当）
水〜金 梅中悠介（2013年4月 - ）
サブキャスター
月〜金 若林芽育（2013年4月 - 、2010年4月 - 2013年3月までNEWSとちぎの朝メインキャスター）
その他のレギュラー
- 増田麻美（2012年ミス日本「ミス海の日」　月 - 水天気コーナーキャスター）
- 小池祥絵（火曜日「cocoいこっ!+」レポーター）
- 宮坂あんず（第2・第4水曜日「あんずの宇都宮日記」レポーター）
- 入江尚見（木曜日「県政ひとくちメモ」レポーター）
- 関谷忠一（ナチュラリスト・とちぎ自然塾塾長　木曜日「関谷忠一のNatureReport」レポーター）
- 芦川愛子（月曜日 「“学”ビジョンとちぎ」レポーター）

### 過去の出演者
メインキャスター・サブキャスター
| 期間      | 期間       | メインキャスター                    | メインキャスター                    | メインキャスター                    | サブキャスター      | サブキャスター      | サブキャスター      |
| 期間      | 期間       | 月・火                              | 水                                  | 木・金                              | 月・火              | 水                  | 木・金              |
| --------- | ---------- | ----------------------------------- | ----------------------------------- | ----------------------------------- | ------------------- | ------------------- | ------------------- |
| 2002.4.1  | 2005.12.23 | 高橋晴夫 矢野健一 鈴江晴彦 篠田和之 | 高橋晴夫 矢野健一 鈴江晴彦 篠田和之 | 高橋晴夫 矢野健一 鈴江晴彦 篠田和之 | 阿部由佳            | 阿部由佳            | 阿部由佳            |
| 2006.1.4  | 2006.3.31  | 高橋晴夫 矢野健一 篠田和之          | 高橋晴夫 矢野健一 篠田和之          | 高橋晴夫 矢野健一 篠田和之          | 阿部由佳            | 阿部由佳            | 阿部由佳            |
| 2006.4.3  | 2008.12.26 | 飯島誠                              | 篠田和之                            | 篠田和之                            | 阿部由佳 石川由香里 | 阿部由佳 石川由香里 | 阿部由佳 石川由香里 |
| 2009.1.5  | 2009.3.27  | 飯島誠                              | 篠田和之                            | 篠田和之                            | 石川由香里          | 石川由香里          | 石川由香里          |
| 2009.3.30 | 2010.4.2   | 飯島誠                              | 篠田和之                            | 篠田和之                            | 片山侑紀            | 片山侑紀            | 萬代裕子            |
| 2010.4.5  | 2012.3.30  | 渡辺一宏                            | 渡辺一宏                            | 飯島誠                              | 片山侑紀            | 片山侑紀            | 萬代裕子            |
| 2012.4.2  | 2012.6.1   | 渡辺一宏                            | 渡辺一宏                            | 飯島誠                              | 金谷有希子          | 金谷有希子          | 金谷有希子          |
| 2012.6.4  | 2013.3.29  | 渡辺一宏                            | 渡辺一宏                            | 飯島誠                              | 杉本麻依            | 金谷有希子          | 金谷有希子          |
| 2013.4.1  | 2016.4.1   | 飯島誠                              | 梅中悠介                            | 梅中悠介                            | 若林芽育            | 若林芽育            | 若林芽育            |

その他のレギュラー
- ペナルティ（2008年ごろ　月曜日の「栃木SC一枚岩」「シネマズ a GO!GO!」レポーター）
- 野澤朋代（金曜日「cocoいこっ!+」レポーター）
- 田村愛（とちおとめ25「あい」 月曜日「シネマズ a GO!GO!」レポーター）

## コーナー（2013年2月現在）
- くわしい内容は下記の内容を参照して欲しい。
18:00　オープニング
18:02　ニュース・県内の話題
18:15　株価・全国のニュース項目
18:18　イブ6ウェザー 1min.
18:19　とちぎかわら板
18:21　日替わりコーナー1
18:30　日替わりコーナー2
18:45　天気予報（前半の天気予報より詳しい 特に月曜〜水曜は日替わりコーナーの一つとしてさらに詳しく放送される）
18:48　今日の県内ニュース項目・全国ニュース項目
18:50　日替わりコーナー3
18:56　エンディング

## 内容
番組前半
- その日1日の県内の動きを詳細に伝えるニュースコーナー、明日の天気予報。
- 交通情報が18:18頃に放送された時期がある（2006年春から放送）

番組中盤
- 日替わりコーナーその1
  - 火曜 挑夢

栃木県にゆかりのあるスポーツ選手やチームに密着したショートドキュメント
  - 水曜 那須塩原市インフォメーション

那須塩原市の行政や観光についての情報
  - 同 地域密着ケーブルテレビ便り

栃木県各地のケーブルテレビ局を結び、その地域の情報を届ける
  - 木曜 県政ひとくちメモ

栃木県政に関する身近な話題を伝える
  - 金曜 ようこそ赤ちゃん

県内で新しく生まれた赤ちゃんの写真を募集する
  - 同 足銀プレゼンツ「どうなってるの?とちぎの経済」（第4週）

栃木県の経済・企業の状況を足利銀行のエコノミストが詳しく分析する

- 日替わりコーナーその2
  - 金曜 週末おでかけナビ

週末に予定されている栃木県内、および周辺地域における観光イベントについての紹介
  - 月曜〜水曜 お天気コーナー

気象キャスターの増田麻美が気象の動きを解説する
  - 木曜 全国健康保険協会栃木支部提供・協会けんぽインフォメーション

番組後半
- 日替わりコーナーその3
  - 火曜 CoCoいこっ!+

オイシイ!と評判のお店や気軽に楽しめるアミューズメントスポットなど、おでかけスポットを紹介。
  - 木曜 関谷忠一のNatureReport

とちぎ自然塾長でナチュラリストの関谷が、県内各地の釣りやアウトドアレジャースポットを訪ねてレポートする
  - 水曜 Everyday女子力アップ（第1・3週）

女子力をアップするための美容と健康に関する情報
  - 同 あんずの宇都宮日記（第2・4週）
  - 木曜 コチラdeダンス

栃木県のバスケットボールクラブ宇都宮ブレックスのチアダンスチーム「ブレクシー」のメンバーがアレンジした健康体操。ツインリンクもてぎエンジェルが担当する。